# Thomas Schwab (Musiker)

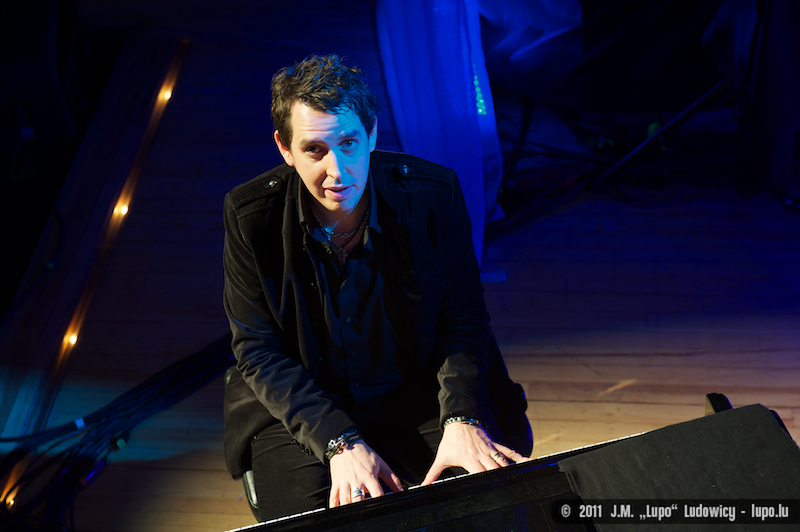
Thomas Schwab am Klavier

Thomas Schwab (* 17. April 1975 in Bernkastel-Kues) ist ein deutscher Musiker, Komponist und Musikproduzent.

## Leben
Thomas Schwab studierte am Conservatoire de Musique in Luxemburg. Sein erstes Musical war Flori – und Träume werden Wirklichkeit, das bis 1998 knapp 60 Mal in Rheinland-Pfalz aufgeführt. Diverse Schulen und Kindergärten haben den Stoff aus dem Rockmärchen aufgegriffen und nachgespielt.
Im Verlauf seiner Karriere verfolgte Schwab mit den Musical Moments und Movie Moments die Idee der „Konzeptkonzerte“. Im Dezember 1998 produzierte er Christmas Moments, eine Weihnachtsshow, die alljährlich im Dezember in deutschen Städten und dem benachbarten Ausland auf Tournee geht und die vier Jahre lang als SWR1 Christmas Moments vom Südwestrundfunk präsentiert wurde. 2010 war Patricia Kelly Gast der Weihnachtstournee der Show und sang die zugehörige Single Traum von Bethlehem. 2011 wurde Thomas Schwab mit Christmas Moments für den deutschen Engagementpreis nominiert. Christmas Moments wurde zudem als Fernsehshow in diversen Anstalten der ARD ausgestrahlt und gastierte 2012 beim Adventsfest der 100.000 Lichter mit Florian Silbereisen.
Bis August 2013 schrieb Thomas Schwab mehr als 200 Songs und veröffentlichte 16 CDs in unterschiedlichen Musikrichtungen wie Heavy Metal, Jazz, Blues, Rock, Pop, Soul, Funk oder Klassik. Im Jahr 2000 gründete er das Tonträgerunternehmen monblau records und eröffnete 2011 eine Musikschule. Am 1. April 2013 wurde in der Stuttgarter Liederhalle das von Schwab komponierte Musical Yakari – Freunde fürs Leben uraufgeführt. Es folgten 24 Aufführungen in Konzerthäusern und Hallen in Deutschland und Österreich sowie auf der Naturbühne in Elspe.

## Die Band
Die meisten seiner Bandmitglieder begleiten Thomas Schwab seit vielen Jahren. Zusammen präsentieren sie immer wieder neue Shows und Konzerte. 2004 folgte eine Neuauflage des Musicals Flori. Kurze Zeit später folgte das Projekt Made in Germany – von Knef bis Grönemeyer, das neben Neuarrangements der Klassiker von Hildegard Knef, Herbert Grönemeyer und Xavier Naidoo auch weniger Bekannte Melodien der deutschsprachigen Musik, sowie eigene Songs umfasst. Die Band war zudem Gast bei Konzerten von Laith al Deen, BAP und Stefan Gwildis und trat am Weltjugendtag 2005 in Köln auf.
Mit Patricia Kelly trat Thomas Schwab seit einigen Jahren in Clubs und Konzertsälen in ganz Europa auf. Begleitet von Schwab und Musikern der Thomas Schwab Band präsentierte Patricia Kelly im Frühjahr 2011 ihre Konzerttournee Moments. 2012 folgte die Tournee Songs and Stories. Unter dem Titel Essential erschien im Mai 2012 ein Konzert-Mitschnitt als CD und DVD.

## Soziales Engagement
Neben seiner künstlerischen Arbeit engagiert sich Thomas Schwab für Nestwärme e. V., ein bundesweites Kompetenznetzwerk für mehr Lebensqualität in Familien mit chronisch kranken und behinderten Kindern.

## Diskografie
- Yakari – Freunde fürs Leben
- 15 Jahre Christmas Moments
- Hope
- Dezemberlieder
- Best of Christmas Moments Doppelalbum
- Christmas Ballads
- Christmas Moments live CD und DVD
- Christmas Moments
- Flori – und Träume werden Wirklichkeit
- Guteweihnachtsgeschichten
- Herztöne
- Moments
- Siehst Du das Licht
- Hoch hinaus

## Shows und Bühnenstücke
- Yakari – Geheimnis des Lebens
- Flori und Träume werden Wirklichkeit – Die Comeback-Show
- Wickie – Das Musical
- Monster High Live – Das spuktakuläre Musical
- Yakari – Freunde fürs Leben
- Christmas Moments
- Made in Germany – von Knef bis Grönemeyer
- Flori – und Träume werden Wirklichkeit
- Musical Moments
- Movie Moments
- Ganz in weiß
- Sterne der Weihnacht
- Nells Night